# Aydhab
Aydhab fou un antic port de la costa del Sudan, prop de la moderna ciutat de Suakin (Swakin) a uns 20 km al nord de Halayb.
És esmentat al segle ix com un port utilitzat de vegades pels peregrins a la Meca i mercaders iemenites i unit per caravanes a Aswan. Al segle xi va agafar més importància en augmentar el comerç entre Egipte i el Iemen. Vers 1325 fou visitat per Ibn Battuta que descriu l'establiment con una vila gran habitada pels beges; el clan dirigent era els al-Hadrabi o al-Hadrubi, que sovint estaven enfrontats a les autoritats mameluques d'Egipte per la participació en els ingressos del port. A causa d'un atac a una caravana, el sultà Baybars III (1423-1438) va destruir el port del qual queden algunes ruïnes.